# Niemojów

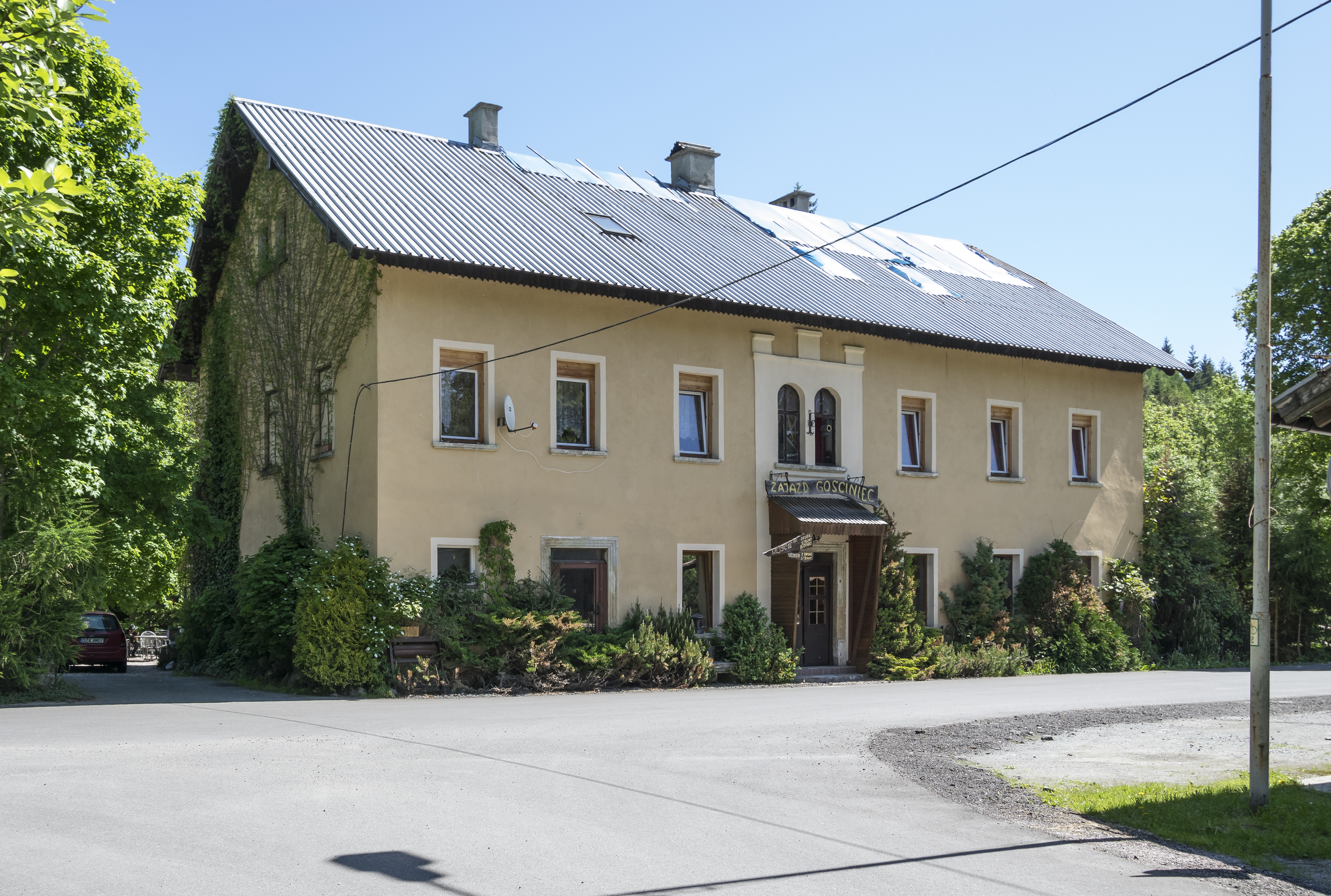
Zajazd „Gościniec”

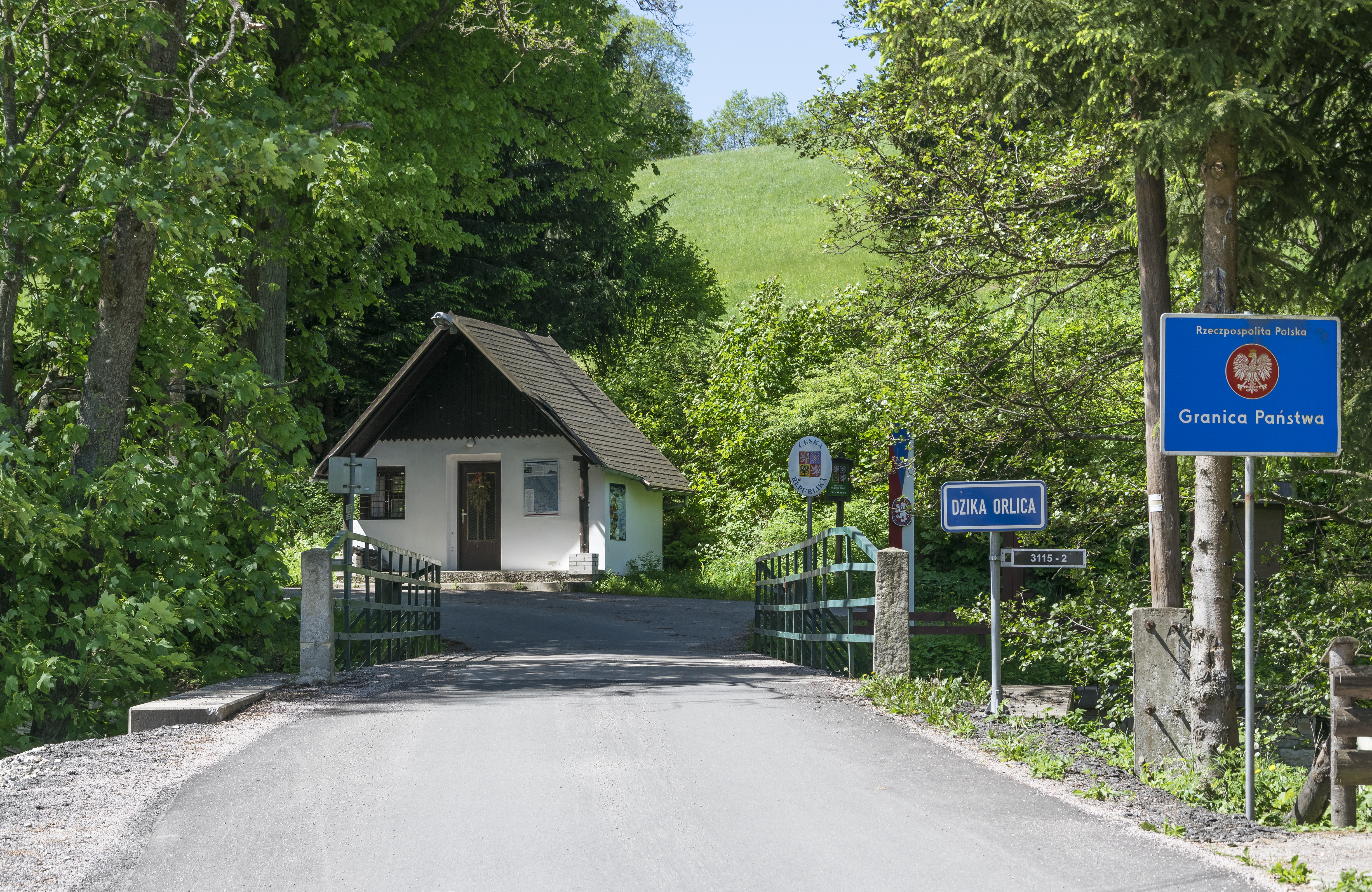
Przejście graniczne Niemojów-Bartošovice v Orlických horách

Niemojów (niem. Marienthal) – wieś łańcuchowa w Polsce, położona w województwie dolnośląskim, w powiecie kłodzkim, w gminie Międzylesie.

## Położenie
Niemojów to nadgraniczna wieś łańcuchowa o długości około 6 km, leżąca w Górach Bystrzyckich, w dolinie Dzikiej Orlicy, na wysokości około 550–610 m n.p.m.

## Podział administracyjny
W latach 1975–1998 miejscowość administracyjnie należała do województwa wałbrzyskiego.

## Historia
Wieś została założona w 1570 roku przez cesarskiego nadleśniczego Leonhardta von Veldhammer. W latach 1573–1576 powstał renesansowy dwór sołtysów (niem. Freirichterei), którego ruiny schowane w gęstych zaroślach można oglądać do dziś. W 1631 roku istniała tu kuźnica, do której surowca dostarczały okoliczne złoża hematytu. Pod koniec wojny trzydziestoletniej kwaterował tu cesarski marszałek Raimondo Montecuccoli, którego żołnierze złupili całą okolicę, co wstrzymało m.in. rozwój wsi. W roku 1747 miejscowość przeszła w ręce austriackiego rodu arystokratycznego Althannów i wkrótce rozrosła się do rozmiarów jednej z największych w Górach Bystrzyckich. W tym czasie funkcjonowały tu między innymi: folwark, młyn wodny i bielnik. W 1787 roku Niemojów liczył 107 budynków, w tym: kościół i szkoła katolicka, folwark, młyn wodny, wapiennik i bielnik, a także 41 warsztatów tkackich i 7 innych rzemieślników. W 1840 roku nową właścicielką wsi stała się księżna Marianna Orańska. Większość mieszkańców liczącej wówczas 112 gospodarstw miejscowości trudniła się tkactwem chałupniczym. Kolejnym impulsem w historii Niemojowa stał się rozwój turystyki w XIX wieku. W 1909 roku założono Kłodzki Związek Narciarski, a okolicy powstały szlaki turystyczne, trasy biegowe i stoki narciarskie. Wieś nazywano Sommerfrische Marienthal i zamieszkiwało tu ponad 400 osób. W połowie XIX wieku była to popularna miejscowość turystyczna, do 1939 roku istniało przejście graniczne do Czechosłowacji.
Po II wojnie światowej wieś zasiedlono repatriantami. Trudne warunki klimatyczne utrudniały jednak pracę rolnikom, dlatego przez następnych 60 lat wieś stopniowo się wyludniała. Dziś zamieszkanych jest zaledwie kilkanaście domów. Według Narodowego Spisu Powszechnego (III 2011 r.) wieś liczyła 26 mieszkańców. Stopniowo jednak tereny te ożywiają się turystycznie, we wsi działają już zajazd i gospodarstwa agroturystyczne. Przebiega tędy Droga Śródsudecka, zielony szlak turystyczny oraz międzynarodowa trasa rowerowa ER2.

## Zabytki
Do wojewódzkiego rejestru zabytków wpisany jest obiekt:
- Kościół Nawiedzenia Najświętszej Maryi Panny w Niemojowie, filialny z 1597 roku i przebudowany w 1716 roku, z interesującym kamiennym portalem. Wewnątrz m.in. chrzcielnica z XVII w., ołtarz (którego autorstwo przypisuje się wybitnemu śląskiemu rzeźbiarzowi Michaelowi Klahrowi) i ambona (architektura) z pierwszej połowy XVIII wieku. Na murze kościelnym znajduje się sześć płyt nagrobnych miejscowych sołtysów.

Inne zabytki:
- ruiny renesansowego dworu sołtysów z 1576[10], stojącego tuż obok kościoła, schowane w gęstych zaroślach. Zachowały się resztki galerii i krużganku oraz inskrypcja po właścicielach umieszczona na ścianie wschodniej. Unikatowość tego obiektu przejawia się pałacowym potraktowaniem architektury budynku mieszkalnego dworu.
- ruiny młyna wodnego znajdują się w odległości 20 m od ruin dworu,
- na terenie wsi jest też kilkanaście ruin opuszczonych domostw (głównie z II połowy XIX w.) oraz ruiny kapliczek przydrożnych.

## Turystyka
We wsi do 21 grudnia 2007 funkcjonowało piesze przejście graniczne (turystyczne i małego ruchu granicznego) Niemojów-Bartošovice v Orlických horách, obsługiwane przez placówkę Sudeckiego Oddziału Straży Granicznej w Międzylesiu. Przejście zostało zlikwidowane po przystąpieniu Polski i Czech do układu z Schengen. Po stronie czeskiej znajdują się dwa wyciągi narciarskie oraz basen. 

Przez wieś przebiega graniczny szlak zielony z Niemojowa na Śnieżnik Kłodzki oraz szlak czarny do Solnej Jamy.